# HC Bohemians Praha
HC Bohemians Praha (celým názvem: Hockey Club Bohemians Praha) je český klub ledního hokeje, který historický sídlí v pražských Vršovicích. Oficiální založení oddílu ledního hokeje v Bohemians se datuje do prosince 1929. V některých pramenech je ovšem za oficiální rok označován chybný letopočet 1916, který znamenal založení oddílu pozemního hokeje. Tento chybný údaj se začal vyskytovat až po druhé světové válce. Dobový tisk před válkou (sezóny 39/40 a 44/45) uváděl vznik odboru ledního hokeje buď od prosince 1929 nebo ledna 1930. Od sezóny 2017/18 působí v Pražské hokejové lize, neregistrované soutěži v České republice. Klubové barvy jsou zelená a bílá.
V sezoně 2005/06 se hokejového klubu ujalo občanské sdružení IHC Bohemians, které založilo několik fanoušků „zelenobílého“ hokeje a tím fakticky zachránili hokejový klub. Od založení IHC se vedení povedlo vrátit působiště týmu po dlouhé době do Prahy, dostat HC Bohemians do povědomí pražské veřejnosti a navázat krátkodobou spolupráci s týmem HC Letci Letňany o příchodu talentovaných juniorů. Činnost na pražských kluzištích byla ukončena z finančních důvodů po necelých deseti letech a to v roce 2014. Od té doby hrají Bohemians na zimním stadionu v Neratovicích.
Své domácí zápasy odehrává v Neratovicích na tamějším zimním stadionu s kapacitou 1 200 diváků.

## Historické názvy
Zdroj:
- 1929 – AFK Bohemians (Atletický fotbalový klub Bohemians)
- 1940 – AFK Bohemia (Atletický fotbalový klub Bohemia)
- 1945 – AFK Bohemians (Atletický fotbalový klub Bohemians)
- 1948 – Železničáři Praha
- 1953 – DSO Spartak Praha Stalingrad (Dobrovolná sportovní organizace Spartak Praha Stalingrad)
- 1961 – TJ ČKD Praha (Tělovýchovná jednota Českomoravská-Kolben-Daněk Praha)
- 1965 – TJ Bohemians ČKD Praha (Tělovýchovná jednota Bohemians Českomoravská-Kolben-Daněk Praha)
- 1993 – TJ Bohemians Praha (Tělovýchovná jednota Bohemians Praha)
- 1998 – přechod hráčů I. ČLTK Praha do Bohemians ⇒ zánik ČLTK
- 1999 – přechod hráčů HC APeX Praha do Bohemians ⇒ zánik APeXu
- 2000 – vystoupení B–týmu Bohemians z klubu ⇒ vytvoření HC Spei výfuky Praha
- 2005 – HC Bohemians Praha (Hockey Club Bohemians Praha)

## Přehled ligové účasti
Stručný přehled
Zdroj:
- 1936–1937: Středočeská II. třída – sk. Jih (4. ligová úroveň v Československu)
- 1937–1938: Středočeská I. B třída – sk. B (3. ligová úroveň v Československu)
- 1938–1939: Středočeská I. B třída – sk. Sever (2. ligová úroveň v Československu)
- 1939–1940: Balounkova II. třída – sk. Východ (4. ligová úroveň v Protektorátu Čechy a Morava)
- 1940–1941: Balounkova II. třída – sk. I-B (4. ligová úroveň v Protektorátu Čechy a Morava)
- 1941–1942: Balounkova II. třída – sk. ? (4. ligová úroveň v Protektorátu Čechy a Morava)
- 1942–1943: Balounkova II. třída – sk. I-B (4. ligová úroveň v Protektorátu Čechy a Morava)
- 1943–1944: Balounkova II. třída – sk. ? (5. ligová úroveň v Protektorátu Čechy a Morava)
- 1945–1946: Středočeská I. B třída – sk. Říčany (4. ligová úroveň v Československu)
- 1946–1947: Středočeská I. třída – sk. E (3. ligová úroveň v Československu)
- 1947–1949: Středočeská divize – sk. A (2. ligová úroveň v Československu)
- 1949–1951: Středočeská I. třída – sk. H (3. ligová úroveň v Československu)
- 1951–1952: Obvodní soutěž – Praha (3. ligová úroveň v Československu)
- 1952–1953: Středočeská I. B třída – sk. B (3. ligová úroveň v Československu)
- 1953–1955: I. třída MVTVS Praha (3. ligová úroveň v Československu)
- 1955–1959: I. třída MVTVS Praha (4. ligová úroveň v Československu)
- 1959–1960: Oblastní soutěž – sk. A (3. ligová úroveň v Československu)
- 1960–1964: Krajský přebor – Praha (3. ligová úroveň v Československu)
- 1964–1965: 2. liga – sk. C (2. ligová úroveň v Československu)
- 1965–1967: 2. liga – sk. A (2. ligová úroveň v Československu)
- 1967–1969: Krajský přebor – Praha (3. ligová úroveň v Československu)
- 1969–1970: Divize – sk. C (3. ligová úroveň v Československu)
- 1970–1973: Divize – sk. D (3. ligová úroveň v Československu)
- 1973–1975: Divize – sk. D (4. ligová úroveň v Československu)
- 1975–1977: Krajský přebor – Praha (5. ligová úroveň v Československu)
- 1977–1978: Krajský přebor – Praha (4. ligová úroveň v Československu)
- 1978–1979: 2. ČNHL – sk. A (3. ligová úroveň v Československu)
- 1979–1983: Krajský přebor – Praha (3. ligová úroveň v Československu)
- 1983–1991: Krajský přebor – Praha (4. ligová úroveň v Československu)
- 1991–1992: 2. ČNHL – sk. B (3. ligová úroveň v Československu)
- 1992–1993: Krajský přebor – Praha (4. ligová úroveň v Československu)
- 1993–1996: 2. liga – sk. Západ (3. ligová úroveň v České republice)
- 1996–2010: Krajský přebor – Praha (4. ligová úroveň v České republice)
- 2010–2012: Liberecká krajská liga (4. ligová úroveň v České republice)
- 2012–2017: Pražská krajská liga (4. ligová úroveň v České republice)
- 2017– : Pražská hokejová liga (neregistrovaná soutěž v České republice)

Jednotlivé ročníky
Zdroj:
Legenda: ZČ - základní část, červené podbarvení - sestup, zelené podbarvení - postup, fialové podbarvení - reorganizace, změna skupiny či soutěže
| Československo (1936 – 1939)             |                                     |                       |           |                                               |                         |
| Sezóny                                   | Soutěž                              | Úroveň                | ZČ        | Play-off, nadstavba, sk. o udržení...         | Poznámky                |
| 1936/37                                  | Středočeská II. třída – sk. Jih     | 4. úroveň             | 2. místo  |                                               | Reorganizace            |
| 1938/39                                  | Středočeská I. B třída – sk. B      | 3. úroveň             | 3. místo  |                                               | Reorganizace            |
| 1938/39                                  | Středočeská I. B třída – sk. Sever  | 2. úroveň             | 5. místo  |                                               | Reorganizace            |
| Protektorát Čechy a Morava (1939 – 1944) |                                     |                       |           |                                               |                         |
| Sezóny                                   | Soutěž                              | Úroveň                | ZČ        | Play-off, nadstavba, sk. o udržení...         | Poznámky                |
| 1939/40                                  | Balounkova II. třída – sk. Východ   | 4. úroveň             | 3. místo  |                                               | Změna skupiny           |
| 1940/41                                  | Balounkova II. třída – sk. I-B      | 4. úroveň             | 2. místo  |                                               |                         |
| 1941/42                                  | Balounkova II. třída – sk. ?        | 4. úroveň             | 2. místo  |                                               |                         |
| 1942/43                                  | Balounkova II. třída – sk. I-B      | 4. úroveň             | 4. místo  |                                               | Reorganizace            |
| 1943/44                                  | Balounkova II. třída – sk. ?        | 5. úroveň             | 1. místo  |                                               | Reorganizace            |
| Československo (1945 – 1993)             |                                     |                       |           |                                               |                         |
| Sezóny                                   | Soutěž                              | Úroveň                | ZČ        | Play-off, nadstavba, sk. o udržení...         | Poznámky                |
| 1945/46                                  | Středočeská I. B třída – sk. Říčany | 4. úroveň             | 3. místo  |                                               | Reorganizace            |
| 1946/47                                  | Středočeská I. třída – sk. E        | 3. úroveň             | 1. místo  | Kvalifikace o Divizi (výhra)                  | Postup                  |
| 1947/48                                  | Středočeská divize – sk. B          | 2. úroveň             | –. místo  |                                               | Soutěž nedohrána        |
| 1948/49                                  | Středočeská divize – sk. B          | 2. úroveň             | 6. místo  |                                               | Sestup                  |
| 1949/50                                  | Středočeská I. třída – sk. H        | 3. úroveň             | 2. místo  |                                               |                         |
| 1950/51                                  | Středočeská I. třída – sk. H        | 3. úroveň             | ?. místo  |                                               | Reorganizace            |
| 1951/52                                  | Obvodní soutěž – Praha              | 3. úroveň             | 1. místo  |                                               | Reorganizace            |
| 1952/53                                  | Středočeská I. B třída – sk. B      | 3. úroveň             | 3. místo  |                                               | Reorganizace            |
| 1953/54                                  | I. třída MVTVS Praha                | 3. úroveň             | 3. místo  |                                               |                         |
| 1954/55                                  | I. třída MVTVS Praha                | 3. úroveň             | 2. místo  |                                               | Reorganizace            |
| 1955/56                                  | I. třída MVTVS Praha                | 4. úroveň             | 2. místo  |                                               |                         |
| 1956/57                                  | I. třída MVTVS Praha                | 4. úroveň             | 3. místo  |                                               |                         |
| 1957/58                                  | I. třída MVTVS Praha                | 4. úroveň             | 3. místo  |                                               |                         |
| 1958/59                                  | I. třída MVTVS Praha                | 4. úroveň             | 1. místo  |                                               | Postup                  |
| 1959/60                                  | Oblastní soutěž – sk. A             | 3. úroveň             | 3. místo  |                                               | Reorganizace            |
| 1960/61                                  | Krajský přebor – Praha              | 3. úroveň             | 2. místo  |                                               |                         |
| 1961/62                                  | Krajský přebor – Praha              | 3. úroveň             | 3. místo  |                                               |                         |
| 1962/63                                  | Krajský přebor – Praha              | 3. úroveň             | 2. místo  |                                               |                         |
| 1963/64                                  | Krajský přebor – Praha              | 3. úroveň             | 1. místo  | Kvalifikace o 2. ligu (1. místo)              | Postup                  |
| 1964/65                                  | 2. liga – sk. B                     | 2. úroveň             | 7. místo  |                                               | Změna skupiny           |
| 1965/66                                  | 2. liga – sk. A                     | 2. úroveň             | 7. místo  |                                               |                         |
| 1966/67                                  | 2. liga – sk. A                     | 2. úroveň             | 8. místo  |                                               | Sestup                  |
| 1967/68                                  | Krajský přebor – Praha              | 3. úroveň             | 3. místo  |                                               |                         |
| 1968/69                                  | Krajský přebor – Praha              | 3. úroveň             | 1. místo  | Kvalifikace o 2. ligu (2. místo)              | Reorganizace            |
| 1969/70                                  | Divize – sk. C                      | 3. úroveň             | 4. místo  |                                               | Změna skupiny           |
| 1970/71                                  | Divize – sk. D                      | 3. úroveň             | 1. místo  | Kvalifikace o ČNHL (4. místo)                 |                         |
| 1971/72                                  | Divize – sk. D                      | 3. úroveň             | 1. místo  | Kvalifikace o ČNHL (4. místo)                 |                         |
| 1972/73                                  | Divize – sk. D                      | 3. úroveň             | 2. místo  |                                               | Reorganizace            |
| 1973/74                                  | Divize – sk. D                      | 4. úroveň             | 5. místo  |                                               |                         |
| 1974/75                                  | Divize – sk. D                      | 4. úroveň             | 6. místo  |                                               | Sestup                  |
| 1975/76                                  | Krajský přebor – Praha              | 5. úroveň             | 2. místo  |                                               |                         |
| 1976/77                                  | Krajský přebor – Praha              | 5. úroveň             | 1. místo  | Kvalifikace o 2. ČNHL (prohra)                | Reorganizace            |
| 1977/78                                  | Krajský přebor – Praha              | 4. úroveň             | 1. místo  | Kvalifikace o 2. ČNHL (výhra)                 | Postup                  |
| 1978/79                                  | 2. ČNHL – sk. A                     | 3. úroveň             | 9. místo  |                                               | Reorganizace            |
| 1979/80                                  | Krajský přebor – Praha              | 3. úroveň             | 3. místo  | Finálová skupina (3. místo)                   |                         |
| 1980/81                                  | Krajský přebor – Praha              | 3. úroveň             | 3. místo  |                                               |                         |
| 1981/82                                  | Krajský přebor – Praha              | 3. úroveň             | 3. místo  | Finálová skupina (2. místo)                   |                         |
| 1982/83                                  | Krajský přebor – Praha              | 3. úroveň             | 2. místo  | Finálová skupina (3. místo)                   | Reorganizace            |
| 1983/84                                  | Krajský přebor – Praha              | 4. úroveň             | 1. místo  | Kvalifikace o 2. ČNHL (3. místo)              |                         |
| 1984/85                                  | Krajský přebor – Praha              | 4. úroveň             | 1. místo  | Kvalifikace o 2. ČNHL (3. místo)              |                         |
| 1985/86                                  | Krajský přebor – Praha              | 4. úroveň             | 5. místo  | Skupina o umístění (5. místo)                 |                         |
| 1986/87                                  | Krajský přebor – Praha              | 4. úroveň             | 1. místo  | Finálová skupina (2. místo)                   |                         |
| 1987/88                                  | Krajský přebor – Praha              | 4. úroveň             | 3. místo  | Finálová skupina (3. místo)                   |                         |
| 1988/89                                  | Krajský přebor – Praha              | 4. úroveň             | 1. místo  | Finálová skupina (2. místo)                   |                         |
| 1989/90                                  | Krajský přebor – Praha              | 4. úroveň             | 2. místo  | Finálová skupina (2. místo)                   |                         |
| 1990/91                                  | Krajský přebor – Praha              | 4. úroveň             | 1. místo  | Kvalifikace o 2. ČNHL (3. místo)              | Postup                  |
| 1991/92                                  | 2. ČNHL – sk. B                     | 3. úroveň             | 8. místo  |                                               | Sestup                  |
| 1992/93                                  | Krajský přebor – Praha              | 4. úroveň             | 1. místo  |                                               | Postup                  |
| Česko (1993 – )                          |                                     |                       |           |                                               |                         |
| Sezóny                                   | Soutěž                              | Úroveň                | ZČ        | Play-off, nadstavba, sk. o udržení...         | Poznámky                |
| 1993/94                                  | 2. liga – sk. Západ                 | 3. úroveň             | 11. místo |                                               |                         |
| 1994/95                                  | 2. liga – sk. Západ                 | 3. úroveň             | 14. místo |                                               |                         |
| 1995/96                                  | 2. liga – sk. Západ                 | 3. úroveň             | 16. místo |                                               | Sestup                  |
| 1996/97                                  | Krajský přebor – Praha              | 4. úroveň             | 6. místo  |                                               |                         |
| 1997/98                                  | Krajský přebor – Praha              | 4. úroveň             | 7. místo  |                                               |                         |
| 1998/99                                  | Krajský přebor – Praha              | 4. úroveň             | 4. místo  | Finálová skupina (4. místo)                   |                         |
| 1999/00                                  | Krajský přebor – Praha              | 4. úroveň             | 3. místo  | Finálová skupina (3. místo)                   |                         |
| 2000/01                                  | Krajský přebor – Praha              | 4. úroveň             | 1. místo  | Baráž o 2. ligu – sk. A (6. místo)            |                         |
| 2001/02                                  | Krajský přebor – Praha              | 4. úroveň             | 1. místo  | Baráž o 2. ligu – sk. A, 2. kolo (odstoupení) |                         |
| 2002/03                                  | Krajský přebor – Praha              | 4. úroveň             | 4. místo  | Finálová skupina (3. místo)                   |                         |
| 2003/04                                  | Krajský přebor – Praha              | 4. úroveň             | 2. místo  | Finálová skupina (3. místo)                   |                         |
| 2004/05                                  | Krajský přebor – Praha              | 4. úroveň             | 4. místo  | Finálová skupina (4. místo)                   |                         |
| 2005/06                                  | Krajský přebor – Praha              | 4. úroveň             | 6. místo  | Skupina o umístění (6. místo)                 |                         |
| 2006/07                                  | Krajský přebor – Praha              | 4. úroveň             | 2. místo  |                                               |                         |
| 2007/08                                  | Krajský přebor – Praha              | 4. úroveň             | 1. místo  | Kvalifikace o 2. ligu – sk. A (3. místo)      |                         |
| 2008/09                                  | Krajský přebor – Praha              | 4. úroveň             | 1. místo  | Kvalifikace o 2. ligu – sk. A (3. místo)      |                         |
| 2009/10                                  | Krajský přebor – Praha              | 4. úroveň             | 1. místo  | Vítěz; odmítnutí kvalifikace o 2. ligu        | Přechod do jiného kraje |
| 2010/11                                  | Liberecká krajská liga              | 4. úroveň             | 4. místo  | Finálová skupina (3. místo)                   |                         |
| 2011/12                                  | Liberecká krajská liga              | 4. úroveň             | 2. místo  |                                               | Přechod do jiného kraje |
| 2012/13                                  | Pražská krajská liga                | 4. úroveň             | 4. místo  | Finálová skupina (4. místo)                   |                         |
| 2013/14                                  | Pražská krajská liga                | 4. úroveň             | 7. místo  | Skupina o umístění (7. místo)                 |                         |
| 2014/15                                  | Pražská krajská liga                | 4. úroveň             | 4. místo  | Finálová skupina (4. místo)                   |                         |
| 2015/16                                  | Pražská krajská liga                | 4. úroveň             | 6. místo  | Zápas o 3. místo (prohra)                     |                         |
| 2016/17                                  | Pražská krajská liga                | 4. úroveň             | 8. místo  | Zápas o 5. místo (výhra)                      | Odchod ze soutěží ČSLH  |
| 2017/18                                  | Pražská hokejová liga               | neregistrovaná soutěž | 3. místo  | Zápas o 3. místo (prohra)                     |                         |
| 2018/19                                  | Pražská hokejová liga               | neregistrovaná soutěž | 11. místo |                                               |                         |
| 2019/20                                  | Pražská hokejová liga               | neregistrovaná soutěž |           |                                               |                         |